# Charlotte Rampling
Tessa Charlotte Rampling (n. 5 februarie 1946, Sturmer⁠(d), Braintree⁠(d), Anglia, Regatul Unit) este o actriță engleză.

## Biografie
Charlotte Rampling este fiica unui ofițer britanic și atlet Godfrey Rampling. A urmat școli de renume din Franța și Anglia, apoi a început studiul dramaturgiei la The Royal Court și a lucrat ca fotomodel. În anii următori a apărut în filme ca The Knack (1965), La caduta degli dei și Il Portiere di notte.
În anii 1970 s-a stabilit în Franța și în 1976 s-a căsătorit cu muzicianul Jean Michel Jarre. I s-au acordat o serie de premii, printre care și Premiul César. În 2000 a fost numită Officer of the Order of the British Empire.

## Filmografie
- 1964 The Knack ...and How to Get It, regia Richard Lester
- 1966 Georgy Girl, regia Silvio Narizzano
- 1967 Duelul lung (The Long Duel), regia Ken Annakin
- 1967 The superlative Seven
- 1968 Sechestru de persoană (Sequestro di persona), regia Gianfranco Mingozzi
- 1969 Căderea zeilor (La Caduta degli dei), regia Luchino Visconti
- 1970 Vanishing Point
- 1972 Asylum, regia Roy Ward Baker
- 1972  Henry VIII and His Six Wives
- 1973 Caravan to Vaccares, regia Geoffrey Reeve
- 1973 Giordano Bruno, regia Giuliano Montaldo
- 1974 Zardoz, regia John Boorman
- 1974 Il Portiere di notte, regia Liliana Cavani
- 1975 Foxtrot, regia Arturo Ripstein
- 1974 Yuppi Du, regia Adriano Celentano
- 1975 Farewell, My Lovely, regia Dick Richards
- 1975 La Chair de l'orchidée, regia Patrice Chéreau
- 1976 Sherlock Holmes in New York, regia Boris Sagal
- 1977 Orca – the killer whale, regia Michael Anderson
- 1977 Taxiul stacojiu (Un taxi mauve), regia Yves Boisset
- 1980 Stardust Memories, regia Woody Allen
- 1982 The Verdict, regia Sidney Lumet
- 1984 Viva la vie, regia Claude Lelouch
- 1985 On Ne Meurt Que Deux Fois, regia Jacques Deray
- 1986 Max mon amour, regia Nagisa Ōshima
- 1987 Mascara, regia Patrick Conrad
- 1987 Înger și demon (Angel Heart), regia Alan Parker
- 1988 Paris by Night, regia David Hare
- 1988 D.O.A., regia Rocky Morton, Annabel Jankel
- 1992 La femme abandonnée – Regie: Edouard Molinaro
- 1992 Hammers over the anvil – Regie: Ann Turner
- 1993/94 Murder in mind – Regie: Robert Bierman
- 1994 Time Is Money
- 1995 Radetzkymarsch - Regie: Axel Corti, Gernot Roll
- 1996 Asfalt Tango – Regie: Nae Caranfil, cu Mircea Diaconu[11]
- 1996 Invasion of Privacy
- 1997 The Wings of the Dove - Regie: Iain Softley
- 1999 The cherry orchard - Regie: Michael Cacoyiannis
- 1999 Signs & Wonders - Regie: Jonathan Nossiter
- 1999 Great Expectations TV
- 2000 Superstition - Regie: Kenneth Hope
- 2000 Aberdeen - Regie: Hans Petter Moland
- 2000 Sous le sable - Regie: François Ozon
- 2001 The fourth angel - Regie: John Irvin
- 2001 Spy Game - Regie: Tony Scott
- 2002 Embrassez qui vous voudrez – Regie : Michel Blanc
- 2003 I’ll sleep when I’m dead – Regie: Mike Hodges
- 2003 Imperium: Augustus – Regie: Roger Young
- 2003 Piscina (Swimming Pool), regia: François Ozon
- 2003 The Statement - Regie: Norman Jewison
- 2004 Le Chiavi di Casa - Regie: Gianni Amelio
- 2004 Immortal - New York 2095: Die Rückkehr der Götter - Regie: Enki Bilal
- 2005 Vers le Sud – Regie : Lauren Cantet
- 2005 Lemming - Regie: Dominik Moll
- 2006 Désaccord parfait] - Regie: Antoine de Caunes
- 2006 Basic Instinct 2 - Regie: Michael Caton-Jones
- 2007 Angel – ein Leben wie im Traum - Regie: François Ozon
- 2007 Caótica Ana - Regie: Julio Médem
- 2008 Deception
- 2008 Babylon A.D.
- 2008 The Duchess
- 2010 StreetDance 3D - Regie: Max Giwa, Dania Pasquini
- 2010 Never Let Me Go - Regie: Mark Romanek